# Металлург (клуб по хоккею с мячом, Братск)
«Металлург» — команда по хоккею с мячом из Братска Иркутской области.

## История
Создана в 2000 году при ОАО «Братский алюминиевый завод». Играла на стадионе «Металлург» в Братске. Победитель первенства России среди команд первой лиги 2001 года. С осени 2001 по март 2008 года участвовала в высшей лиге чемпионатов России, в розыгрышах Кубка России. Лучший результат — 10-е место (2003, 2004). Дважды серебряный призёр чемпионатов России по мини-хоккею с мячом (2002, 2003).
Весной 2008 года клуб объявил о расформировании команды мастеров и снятии её с чемпионата России по хоккею с мячом, а 20 декабря 2008 года компания Русал объявил и о прекращении финансирования команды первой лиги.

## Известные игроки
Ведущие игроки разных лет — А.Галеев, А.Кузьмин, К. Троцкий В.Нуждин. Главные тренеры — С. З. Шамсутдинов (2000—2002), Е. П. Выборов (2002—2004), А. И. Кобелев (2004—2005, 2006—2008), А. Ю. Пашкин (2006—2007). Рекордсмен клуба по результативности за сезон — А.Галеев (28 мячей, 2003).
В «Металлурге» играл Максим Семакин, который потом перешёл в профессиональный футбол и играл в клубах премьер-лиги.